# 大肚珊瑚螺
大肚珊瑚螺（学名：Coralliophila erosa）为珊瑚螺科珊瑚螺屬下的一个种。